# أدوات المخدرات

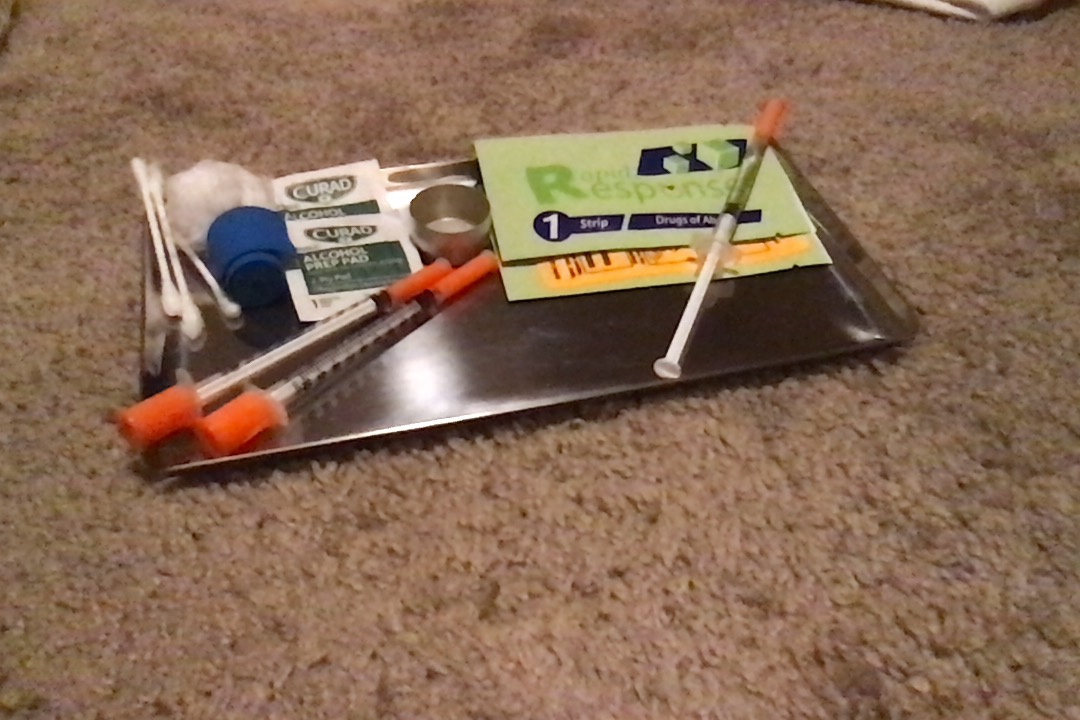
مجموعة من الأدوات اللازمة لاستهلاك ما يعادل حصة واحدة من المواد الأفيونية غير المشروعة

أدوات المخدرات هو مصطلح يستخدم للإشارة إلى أي معدات أو منتج أو إكسسوار مصمم لصنع أو استخدام أو إخفاء المخدرات، عادةً لأغراض ترويحية. ترتبط المخدرات مثل القنب والكوكايين والهيروين والفينتانيل والميثامفيتامين بمجموعة واسعة من الأدوات. تقسم هذه الأدوات عموماً إلى فئتين: منتجات مخصصة للمستخدم ومنتجات مخصصة للمروجين.
المنتجات الخاصة بالمستخدم تتضمن أنابيب الحشيش الزجاجية وأنابيب الكراك كوكايينوأقنعة التدخين وانابيب الحشيش البونغ وعدد خلاصة الكوكايين والحقن ومشابك الزهرة لمسك الطرف المحترق لسيجارة الماريجوانا. بعض المتاجر تبيع مواد لزراعة الالماريجوانا زراعة مائية، مثل كتب الإرشاد والأسمدة وأضواء النمو الفلورية (flurescent). كما يشير مصطلح "أدوات المخدرات" إلى أغراض مثل صناديق التجكيل المفرغة او البيجرات الوهمية التي تستخدم في إخفاء المخدرات غير القانونية، أو المنتجات المزعزمة لتنقية نظام الشخص من آثار المخدرات لزيادة فرص اجتياز الاختبارالبولي للكشف عن المخدرات.
المنتجات الخاصة بالمروجين يستخدمها بائعي المخدرات أو المهربين لتحضير المخدرات للتوزيع. تتضمن هذه المنتجات موازيين رقمية وقوارير وأكياس تخزين صغيرة بسحاب يمكن تعبأتها بالكراك كوكايين أو الهيرويين أو الماريجوانا.

## الشرعية

### الولايات المتحدة الأمريكية
في الولايات المتحدة الأمريكية، كان الأفراد الرائدين يبيعون الأدوات بشكل علني في الشوارع إلى أن أنهت قوانين مكافحة أدوات المخدرات هذه الممارسة في الثمانينيات. وفي نفس هذا الوقت أدى نمو الإنترنت إلى توسع بيع أدوات المخدرات إلى السوق العالمي.
وفقاً للمادة 21 من القانون لفيدرالي الأمريكي رقم 863 عام 1982 المختصة بمعدات المخدرات ضمن قانون المواد المخدرة المنظم، فإنه من غير القانوني في الولايات المتحدة بيع أو نقل عبر البريد أو نقل عبر حدود الولايات أو استيراد أو تصدير أدوات مخدرة. وبشكل عام، تعتبر حيازة هذه الأدوات غير قانونية وفقا لقوانين كل ولاية. يوضح القانون بشكل محدد ما يشكل أدوت مخدرة. وقد اعتمدت العديد من الولايات قوانينها الخاصة التي تحظر أدوات المخدرات.
في قضية قرية هوفمان استيتس مقابل ذي فليبسايد، هوفمان استيتس انك، وجدت المحكمة العليا الأمريكية أن مرسوم بلدية يتطلب ترخيص بيع أدوات المخدرات قانونيا ضد ادعاءات المحل أن القانون مبهم وغير واضح.
أدت حملان حكومية إلى اعتقال بائعي أدوات المخدرات الترويحية، مثل الفنان ماكسويل باركر هان، الذي قضى وقتاً في السجن في عام 2003 بسبب استخدامه اسمه في بيع البونغز عبر الإنترنت.
تشمل قوانين أدوات المخدرات الأمريكية أيضاً العديد من الأدوات التي لها استخدامات شرعية، مثل: المرايا الصغيرة ومنتجات زجاجية أخرى (أنابيب بايركس وأنابيب الكراك الزجاجية) والولاعات والأموال الملفوفة والشفرات وورق القصدير والبطاقات الائتمانية والملاعق، فقد استخدمت هذه الأغراض في ملاحقات قضائية سواء أكانت تحتوي على بقايا مخدرات غير قانونية أم لا. يعتمد قانون ادوات المخدرات الفيدرالي الأمريكي على الاستخدام الحالي الرئيسي للغرض، مما يسمح بمعاملة العناصر الشائعة على أنها أدوات مخدرات فقط في الحلات التي تسمح فيها الأدلة الأكثر وضوحاً بتحديد الاستخدام الرئيسي لها.
متاجر بيع ادوات المخدرات (المعروفة بمتاجر الرأس) ما تزال موجودة في الولايات المتحدة. عموماً، تحمل هذه المحلات لافتات بجوار الأدوات تحث على استخدامها في المنتجات القانونية حصراً، مثل: "للاستخدام مع التبغ فقط" أو "غير مخصصة للاستخدام مع المخدرات غير القانونية". كما تمتنع عن بيع الأدوات للزبائن الذين يشيرون إلى المخدرات غير القانونية عند شراء الأدوات. تستخدم سياسات مماثلة في محلات البيع عبر الانترنت حيث يطلب من الزبائن في كثير من الأحيان التصريح بعدم استخدامهم للمواد غير القانونية قبل شراء الأدوات.

### المملكة المتحدة
في المملكة المتحدة، على الرغم من أن القنب غير قانوني ، يبقى امتلاك أدوات المخدرات قانونياً. ولكن بموجب قانون سوء استخدام الأدوية لعام 1971، قد يقوم الفرد بارتكاب جريمة جنائية إذا كانت الأدوات تحتوي على آثار للمخدرات.
تحت قانون سوء استخدام الأدوية لعام 1971، يعتبر ما يلي جريمة جنائية " توريد أو تقديم أداة لتزويد أو تحضير أدوية مخدرات محظورة اذا اعتقد الشخص أن المادة ستستخدم بشكل غير قانوني. اذا تمت الإدانة في محكمة الجنح"، فإن العقوبة تكون بحد أقصى ست شهور في السجن و/أو عقوبة مالية تصل إلى 5000 جنيه استرليني.